# Embelia legnophylla
Embelia legnophylla är en viveväxtart som beskrevs av Benjamin Clemens Masterman Stone. Embelia legnophylla ingår i släktet Embelia och familjen viveväxter. Utöver nominatformen finns också underarten E. l. stenophylla.